# Per una nuova interpretazione di Platone
Per una nuova interpretazione di Platone. Rilettura della metafisica dei grandi dialoghi alla luce delle "Dottrine non scritte" è un'opera del filosofo italiano Giovanni Reale del 1984.

## Storia
Venne pubblicata per la prima volta da CUSL a Milano nel 1984 e giunta alla stesura definitiva nel 1991, anno della decima edizione. A partire dalla sua ventunesima edizione nel 2003, l'opera è edita da Vita e Pensiero in una nuova veste rivisitata e ampliata; in seguito pervenuta alla ventiduesima edizione in lingua italiana, considerabile un vero e proprio record per una monografia filosofica.

## Contenuti
(Platone, Lettera VII, trad. it. di R. Radice, in Platone, Tutti gli scritti, a cura di G. Reale, pag. 1821)
L'opera di Reale mette in crisi la tradizionale interpretazione romantica di Platone data da Friedrich Schleiermacher, secondo il quale i dialoghi platonici contengono l'intero pensiero del filosofo delle idee. Questo perché Schleiermacher basa il suo modello interpretativo anche sull'importanza attribuita dal romanticismo alle parole, viste come rivelatrici del pensiero dell'autore. L'interpretazione di Schleiermacher "rispondeva" in qualche modo a quella neoplatonica, che voleva i dialoghi di Platone come portatori di metafore, dietro le quali era possibile scorgere il loro significato autentico. Reale, invece, con quest'opera, rivaluta ampiamente le cosiddette "dottrine non scritte" (in greco: ἄγραφα δόγματα, àgrafa dògmata), vedendo in Platone il momento di passaggio dall'era dell'oralità all'era della scrittura. Secondo Reale, Il filosofo delle idee, pur trovandosi nella condizione di non poter negare l'importanza sempre crescente assunta dalla scrittura, preferì comunque destinare le proprie conoscenze più importanti ai discepoli dell'Accademia, mostrandosi così sensibile alla scelta del maestro Socrate di non scrivere nulla.